# 塞布伊斯種植園 (緬因州)
塞布伊斯種植園（英語：Seboeis Plantation）是位於美國緬因州佩諾布斯科特縣的一個種植園。

## 地方資料
塞布伊斯種植園的面積為108.20平方千米，當中陸地面積為103.60平方千米，而水域面積為4.60平方千米。根據2020年美國人口普查的數據，當地共有人口40人，而人口密度為每平方千米0.37人。